# 尼洛替尼

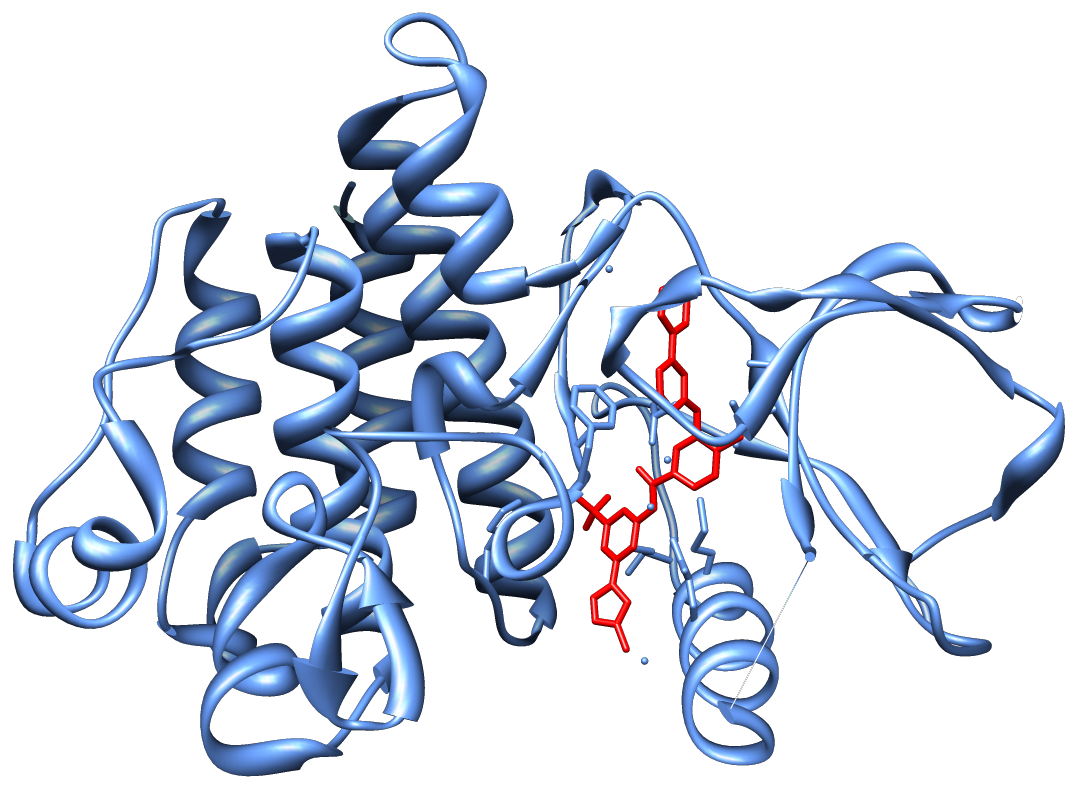
與尼羅替尼(紅色)複合的Abl激酶結構域(藍色)的晶體結構

尼洛替尼（英語：Nilotinib），是由瑞士諾華公司研製銷售，治療慢性骨髓性白血病的第二代/新一代標靶藥物。在一项I型临床试验中，尼洛替尼被发现，其也因其临床编号称之为AMN107。该药药效安全，并对治疗慢性骨髓性白血病/慢性粒细胞性白血病患者服用伊马替尼（英語：imatinib）而产生的抗药性有很好的疗效。在一项研究调查中，92%的患者（已经出现抗药性或药效迟钝性）通过五个月的疗程而获得了正常的白细胞总量标准。是一种酪氨酸激酶抑制剂，其含量主要抑制BCR-ABL、KIT、LCK、EPHA3、EPHA8、DDR1、DDR2、PDGFRB、MAPK11、ZAK激酶等。2007年，該藥已被美國FDA批准用於治療慢性骨髓性白血病。及後於2009年, 被歐盟EMA批准治療慢性骨髓性白血病。於2011年，於香港得到批准發售。2022年10月，諾華與藥品專利池達成協議，授權生產尼洛替尼的仿製藥供應予中低收入國家使用。

## 使用
此藥已在美国和欧盟注册为达希纳（英語：Tasigna），其主要用於針對治療慢性骨髓性白血病/慢性粒细胞性白血病的一線口服標靶治療藥物。
此藥物分為150毫克及200毫克。
需每天服藥兩次，每次服藥須相隔12小時。
例如第一劑藥於早上十時服用,第二劑藥應在晚上十時服用。
需留意,用膳前兩小時之內及用膳後一小時內皆不宜服藥。接受尼洛替尼治療療程間，切勿進食西柚或飲用西柚汁。

## 醫療用途
尼洛替尼是用於治療慢性骨髓性白血病/慢性髓細胞性白血病(CML)的一線口服標靶治療藥物。

## 治療
治療方案的演進:
1990年代或以前，使用化療干擾素及骨髓移植；21世紀，加入標靶治療藥物（酪氨酸激酶抑制劑 Tyrosine-Kinase Inhibitor, TKI）；
最新《2013 歐洲白血病網絡(ELN)治療指引》指出：
- 治療方案3個月, BCR-ABL 病變基因數量 ≤10% (MR1)
- 治療方案6個月, BCR-ABL 病變基因數量 <1% (MR2)
- 治療方案12個月, BCR-ABL 病變基因數量 ≤0.1% (MR3)
- BCR-ABL 病變基因數量 ≤0.0032% (即MR 4.5)為深層分子反應,基因達無法檢測（undetectable）

臨床數據顯示,達MR4.5的患者,可使病情不會再惡化。

## 臨床實驗結果
ENESTnd研究指出新一代尼洛替尼與舊一代伊馬替尼相比:
- 於三個月時達致BCR/ABL病變基因的≤10% ,接受尼洛替尼的病人有91%達標, 而接受伊馬替尼的病人有67%達標
- 於12個月時達致BCR/ABL病變基因的≤0.1% , 接受尼洛替尼的病人有44%達標, 而接受伊馬替尼的病人有22%達標
- 於60個月時達致BCR/ABL病變基因的≤0.0032% (即MR 4.5水平)的百分比 , 接受尼洛替尼的病人有54%達標, 而接受伊馬替尼的病人有31%達標

研究指出, 新一代尼洛替尼與舊一代伊馬替尼相比, 有更佳的醫療效果。
其他有關尼洛替尼一線治療的研究有ENEST1st，其顯示尼洛替尼能令病人迅速達成深度反應，12個月時累計21%病人獲得MR4.5，24個月時更達到39%，幾乎翻倍。更多研究有關二線尼洛替尼的有效性和安全性。ENESTcmr比較伊馬替尼服用2年後轉用尼洛替尼和繼續伊馬替尼的效果，結果顯示尼洛替尼達到MR4.5的中位時間是24個月，而伊馬替尼甚至在48個月時也未達到。2101研究顯示，二線轉用尼洛替尼可令病人達到最佳治療反應；4年總體估計生存率達78%。ENRICH研究顯示因低級數慢性不良事件而由伊馬替尼轉用尼洛替尼的病人，其中一半獲得了MR4.5，並且生活質素獲得了整體改善。
TKI 治療獲得深度分子學反應持續超過2年的CML患者部分能夠獲得長期的無治療緩解（treatment free remission, TFR），即功能性治癒。最新的ENESTfreedom研究證實了這個觀點。
- 尼洛替尼停藥96周後，48.9% (93/190)的病人仍處於TFR階段並維持MMR，還有88個病人維持MR4.5
- 46.3%(88/190)病人由於失去MMR而重啟尼洛替尼治療，經過中位數為7周的治療後，98.9%(87/88)的病人重新獲得MMR
- 與肌肉骨骼痛相關的不良事件的頻度於TFR的首48周內,與鞏固期比較(17%)出現上升（34%）,隨後在第二個48周內出現下降(9.0%)
- ENESTop研究則顯示，163名伊馬替尼治療失敗後接受二線尼洛替尼治療的病人，77.3% (126/163)達到了TFR的標準，58%與53%的病人分別在48周與96周時仍維持 TFR[15]。

## 外部連結
- New drug information/Abbreviated Scientific Narrative
- Highlights of Prescription information Nilotinib (August 2007) Novartis Pharmaceuticals Corporation (USA)
- Summary of Product Characteristics Nilotinib (November 2007) Novartis AG (Europe)